# Charles Louis Hanssens

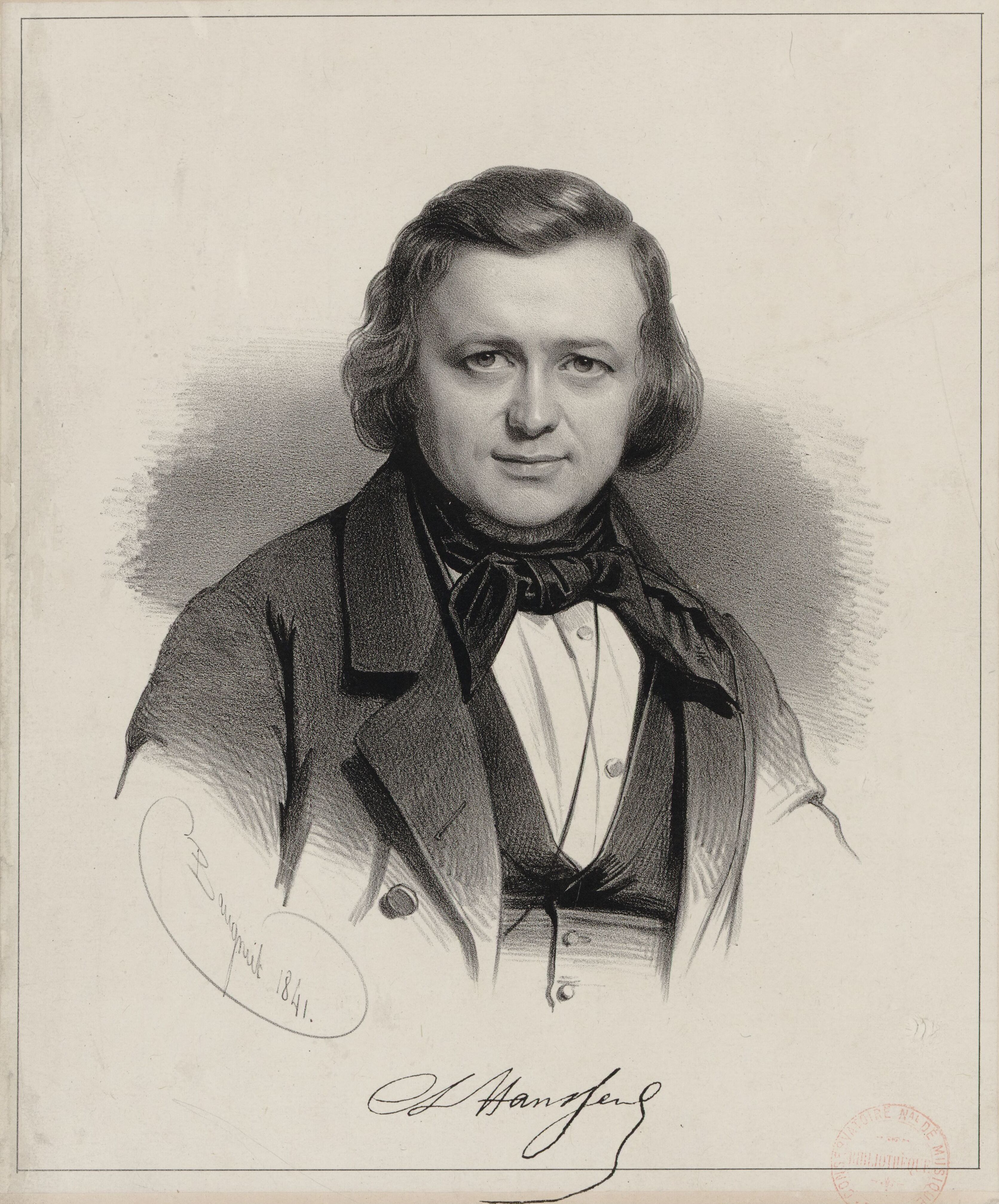
Charles Louis Hanssens als dertiger

Charles Louis Hanssens (Gent, 12 juli 1802 - Brussel, 8 april 1871), bekend als Charles Hanssens "jeune", was een Belgische componist, cellist en dirigent.

## Levensloop
Zijn vader was Joseph Hanssens, dirigent van de Opera van Gent en zijn oom was de componist Charles Liévin Joseph Hanssens (Charles Hanssens "l'ainé"), dirigent van de Brusselse Munt. Omstreeks 1812 werd Joseph Hanssens benoemd tot dirigent van het toenmalige operagezelschap in Amsterdam en verhuisde het gezin naar die stad. De jonge Charles kreeg muziekonderwijs van zijn vader en speelde als tienjarige al cello in het opera-orkest. Toen Joseph Hanssens in 1816 overleed was Charles op zichzelf aangewezen, zodat hij als componist vrijwel autodidact was aan de hand van de leerboeken van Antonín Rejcha. Mogelijk heeft zijn oudere broer Felix, die violist was, hem geholpen. Als veertienjarige schreef hij een strijkkwartet en een strijkkwintet. Zijn eerste opera Les deux joueurs ontstond al in 1819 en ook schreef hij in die periode soloconcerten voor klarinet, fagot en hoorn.
Al in 1821, op negentienjarige leeftijd, trouwde hij met de Amsterdamse Jacqueline de Vries. Het echtpaar kreeg vijf kinderen, van wie er vier jong stierven. In 1825, toen hij 23 was, raakte hij in conflict met de Amsterdamse opera over het honorarium voor zijn opera-ballet La fête du temple. Hij vertrok naar de Muntschouwburg in Brussel om er solocellist te worden onder zijn oom, Charles Hanssens "l'ainé". In 1828 werd hij benoemd tot docent harmonieleer en compositie aan de Koninklijke Muziekschool in Brussel, die een jaar eerder was opgericht door koning Willem I der Nederlanden. Tot zijn leerlingen behoorde de cellist Adrien François Servais. Na de Belgische Revolutie van 1830 werd Hanssens ervan verdacht orangist te zijn. Daarom nam hij de wijk naar Parijs en - toen hij daar enigszins vastliep - naar Den Haag, waar hij de Franse Opera dirigeerde. Hij gaf ook compositieles aan de Koninklijke Muziekschool, onder meer aan Johannes Verhulst. Hij bracht die in contact met Felix Mendelssohn Bartholdy, bij wie Verhulst daarna kon verder studeren.
Hij ging terug naar Parijs, maar toen hij in 1837 zijn Requiem schreef ter herdenking van de Belgische slachtoffers van de revolutie, was de beschuldiging van orangisme van de baan en kon Hanssens op voorspraak van de invloedrijke François-Joseph Fétis terugkeren naar België. Hij vestigde zich in Gent, waar hij van 1838 tot 1844 dirigent was van de Casinoconcerten en een voorvechter werd van de symfonieën van Beethoven. Dat zette hij voort toen hij in 1844 benoemd werd tot directeur van de Grande Harmonie in Brussel, in 1849 culminerend in de Belgische première van de Negende van Beethoven. Vanaf 1847 leidde hij ook de opera in de Munt, waar hij vroeger cellist was geweest onder leiding van zijn oom. Hij bestreek een omvangrijk en gevarieerd operarepertoire. Hanssens heeft ook een pensioenfonds voor musici opgericht, de Association des Artistes-musiciens. Omstreeks 1850 kwam hij in contact met Richard Wagner, wat leidde tot een opvoering van Lohengrin die het begin was van de Brusselse Wagnertraditie. Hij bleef aan tot zijn dood, maar in zijn laatste jaren was zijn gezondheid zwak en zijn gezag tanende. Hij overleed op 68-jarige leeftijd in Brussel.

## Werken
Charles Louis Hanssens heeft een groot aantal composities op zijn naam staan in vele genres:
- 8 opera's (waaronder La croix d’or, Le siège de Calais en Marie de Brabant)
- oratoria
- missen
- een requiem
- een Te Deum
- cantates voor maçonnieke gelegenheden (waaronder een rouwcantate Aux Mânes d'un Frère qui fut Roi voor koning Leopold I van België in 1865)
- andere koormuziek.

Op instrumentaal gebied schreef hij
- 9 symfonieën
- vele ouvertures
- orkestfantasieën
- 15 balletmuzieken (waaronder Le triomphe de Sylla, Le 5 juillet ou l’heureuse journée, Le pied de mouton, Valentine, Un dimanche à Pontoise, Le conscrit, La lame merveilleuse, L'enchanteresse, Mayeme, Gargantua, Pizarre en Le Paradis de Diable)
- concerten (bij voorkeur voor de klarinettisten Joseph Blaes en Frédéric Franck)
- kamermuziek.